# Josep de Navarrete i Bergadà
Josep de Navarrete i Bergadà, tercer marqués del Tremolar, afiliat al partit conservador, va ser alcalde de València, vicepresident de la Diputació i senador en els biennis de 1891-1893 i 1896-1898.
Josep de Navarrete era fill primogènit i hereu de Manuel de Navarrete Peris Perdiguer, segon marqués del Tremolar des de l'1 de maig de 1854 fins a la seua mort el 17 de gener de 1871. Don Manuel, una vegada produïda la desamortització eclesiàstica en 1835 i l'abolició dels vincles i primogenitures el 1841, va adquirir domini total i incondicional sobre les seues possessions en Quart i Aldaia, abans tingudes en emfiteusi del monestir de Poblet. Va aconseguir la confirmació del seu títol nobiliari del rei Amadeu I el 27 de juliol de 1871. Va acreditar unes rendes anuals de 20.214,97 pessetes, el 60% de les quals procedien dels seus arrossars en la partida del Tremolar, estesa per Sedaví, Alfafar i Russafa.
El residu de l'antic vincle dels Peris a Manises (24 cafissades de secà), Quart (7 cases, 43 cafissades de secà i 18 de regadiu) i Aldaia (37 cafissades de secà) significava només el 27,5% de les rendes del senador en 1884.

## La casa dels marquesos del Tremolar a València
La casa dels marquesos del Tremolar – avui casa d'Alenguer – és obra de l'arquitecte Jorge Gisbert del segle xix. Consta de dos cases senyorials, assenyalats amb el número 11 i 13 del carrer del Trinquet de Cavallers de València. Disposa de dos grans portades amb l'escut del marquesat en la part superior. Es compon de planta baixa, entresòl i dos pisos. La seua data de construcció és 1862 i el seu primer propietari fou Josep de Navarrete i Bergadà Peris i Rodríguez de l'Alzina, segon marquès del Tremolar.
En la façana, una base llargueruda agrupa la planta baixa i entresòl, la planta noble se significa per la seua major altura i els grans balcons es reforcen amb els seus llindes de seudofrontón corb. Els huit eixos de balcons es dividixen per mitjà de pilastres d'orde corinti. El conjunt està rematat per un fort acornisament motllurat.
Traspassada la portada situada en el número 11, accedim a un vestíbul, i en el seu costat esquerre trobem una àmplia escala que puja al pis principal o planta noble. En el sostre del buit de l'escala podem veure l'escut policromat del marquesat. Els 500 m² de la planta noble es dividixen en quatre grans salons, amb paviment de ceràmica, decorada amb motius florals.
La casa va comptar en una altra època amb una xicoteta capella o oratori per a ús privat de la família.